# Цотили
Цотили или Цотил (на гръцки: Τσοτίλι, катаревуса Τσοτίλιον, Цотилион) е село в югозападната част на Егейска Македония, Гърция, част от дем Горуша (Войо), административната област Западна Македония.

## География
Селото е разположено на 840 m надморска височина, на 8 km югозападно от Неаполи (Ляпчища).

## История

### В Османската империя
В края на XIX век Цотил е село в Населишка каза на Османската империя. Александър Синве („Les Grecs de l’Empire Ottoman. Etude Statistique et Ethnographique“) в 1878 година пише, че в Тонтилион (Tontillion), Сисанийска епархия, живеят 670 гърци. Според статистиката на Васил Кънчов („Македония. Етнография и статистика“) в 1900 година Цотилъ (Сотилъ) има 50 жители гърци християни, 250 гърци мохамедани, 120 власи и 20 цигани.
През 1871 година в Цотили е основана гръцка гимназия под егидата на Патриаршията, която е едно от най-важните гръцки образователни заведения в Югозападна Македония.
Според статистика на Серфидженския санджак на гръцкото консулство в Еласона от 1904 година в Цотили (Τσοτύλι), Населишка каза, живеят 237 гърци елинофони, 63 гърци влахофони, от които никой не се румънее 250 валахади и 300 гърци християни.

### В Гърция
През Балканската война в 1912 година в селото влизат гръцки части и след Междусъюзническата в 1913 година Цотил остава в Гърция. Според популярно гръцко издание от 1932 година към началото на 20-те години Цотили е имало около 150 семейства валахади и 40 християни. В общинския съвет избран в 1920 година влизат Котас Флоинис (Κώτας Φλιώνης), Константинос Рангазас (Κωνσταντίνος Ραγκαζάς), Й. Льольос (I. Λιόλιος), Д. Пинетас (Δ. Πινέτας), Хасан Зекир (Χασάν Ζεκίρ), Тефик Ислам (Τεφήκ Ισλάμ) и Исмаил Ибрахим (Ισμαήλ Ιμπραήμ).
Мюсюлманското население на Цотили се изселва в Турция в 1923 година по спогодбата за размяна на население и на негово място са заселени гърци бежанци. В 1928 година Цотили е представено като смесено местно-бежанско село с 86 бежански семейства и 339 души бежанци.
| Име          | Име          | Ново име | Ново име | Описание                  |
| ------------ | ------------ | -------- | -------- | ------------------------- |
| Хасан Калива | Χασάν Καλύβα | Периохи  | Περιοχή  | местност на ЮЮЗ от Цотили |

| Година    | 1913 | 1920 | 1928 | 1940 | 1951 | 1961 | 1971 | 1981 | 1991 | 2001 | 2011 | 2021 |
| --------- | ---- | ---- | ---- | ---- | ---- | ---- | ---- | ---- | ---- | ---- | ---- | ---- |
| Население | 884  | 959  | 852  | 1321 | 2113 | 1554 | 1684 | 1454 | 1350 | 1596 | 1545 | 1453 |

## Забележителности
В селото има няколко църкви. Централната е „Свети Атанасий“, построена в 1858 година. „Свети Пророк Илия“ е построена при митрополит Поликарп в 1963 година на мястото на разрушен малък параклис. „Свети Павел“ (7,2 х 5,9 m) е построена във византийски стил на частен имот от Милтиадис Михалидис, за да се помни за едноименната църква в Хакакса, откъдето Михалидис са изселени в 1924 година. В 1970 година с помощта на архимандрит Хрисостом Зафиропулос е построен параклисът „Света Параскева“ (10 х 6 m) на мястото на малка едноименна църквичка от османско време. Вляво от пътя за Ляпчища е църквата, известна като „Свети Нектарий“, но посветена и на Свети Йоан Златоуст и Свети Безсребреници. Строежът и започва в 1978 година и е осветена на 5 юни 1988 година от митрополит Антоний. В 1958 година е възстановена църквата „Света Марина“ на мястото на разрушена по времето на Али паша Янински църква.
След ислямизацията на християните в селото енорийската църква „Свети Георги“ е превърната в джамия. В 1875 година валахадите разрушават джамията и построяват нова. Интериорът на стените е украсен с арабески и цитати от Корана. Минарето на джамията е било високо и внушително. Джамията е опожарена през 1943 година.